# Guitarrada
Guitarrada é um gênero musical instrumental brasileiro surgido no estado do Pará, oriundo da fusão do choro com o carimbó, merengue, cúmbia, mambo, bolero, Jovem Guarda, brega, entre outros. Neste estilo, a guitarra elétrica é predominantemente solista. Também é chamado de lambada instrumental. Mestre Vieira é o criador do gênero.
A Guitarrada tem como marco o lançamento do disco “Lambadas das Quebradas”, em 1978, de Mestre Vieira (1934-2018). O disco foi o primeiro a presentar temas instrumentais para guitarra, valorizando os ritmos amazônicos e caribenhos. Vieira teve seu trabalho fortemente influenciado pelo choro e revelou-se virtuose ainda criança, porém seu contato com a guitarra elétrica foi ocorrer apenas na década de 70, após ter passado pelo bandolim, banjo, cavaquinho, violão e instrumentos de sopro. Lançou ao longo da carreira 18 discos. Vieira passou a ser considerado por muitos músicos e pesquisadores um dos pilares da música paraense após a pesquisa acadêmica do guitarrista e produtor musical Pio Lobato pela Universidade Federal do Pará, passando a estar no mesmo patamar dos mestres Verequete, Pinduca, Lucindo e Cupijó. 
Aldo Sena é outro grande expoente da guitarrada, e fortemente influenciado por Mestre Vieira. Integrando a banda Os Populares de Igarapé-Miri no fim dos anos 70, Sena começa a se destacar como solista, apresentando um sotaque peculiar na guitarra. Em 80 Os Populares lançam o disco "Lambadas Incrementadas". E a partir de 1982 , Aldo Sena inicia sua carreira solo.
No mesmo ano que Sena inicia sua carreira solo, temos outro marco histórico decisivo para o gênero. É nesse ano que o empresário e cantor paraense Carlos Santos , dono da Gravasom, importante gravadora sediada em Belém (ativa nos anos 70/80), resolve lançar o LP "Guitarradas - Lambadas Ritmo Alucinante", um disco instrumental também tendo a guitarra como solista , imitando um modelo instrumental que já era realizado por Vieira e seu conjunto desde os anos 70, bem como pelas bandas Populares de Igarapé Miri (surgida no fim dos anos 70) e Lambaly (criada no início dos 80), ambas também influenciadas pelo som de Vieira. O fato é que o disco gestado por Carlos Santos se tornou um grande sucesso de vendas, gerando ao longo de toda a década de 80 mais 6 volumes. A partir de então, a população paraense passou a denominar a "lambada instrumental" desses guitarristas locais de "guitarrada". Vale ressaltar que o estúdio da Gravasom foi um importante pólo onde foram registrados uma grande leva de discos da lambada paraense, incluindo vários de Vieira (que mesmo sendo do casting da Continental, gravou muitos dos seus discos por lá). Do mesmo modo,  os estúdios Rauland (um dos mais antigos estúdios de Belém responsável pelas primeiras gravações de Pinduca e Vieira nos anos 70) e Mix Som, também foram relevantes para a solidificar a guitarrada nos anos 80.
Todos esses volumes da série "Guitarradas" tem a assinatura de um certo "Carlos Marajó" como autor das faixas. Na verdade , Marajó é um nome fictício criado pelo empresário Carlos Santos. Sabe-se que Aldo Sena foi o verdadeiro solista de vários desses discos, aparentemente não todos. Inclusive, algumas canções de Sena estão presentes tanto na sua carreira solo quanto em alguns desses discos da série "Guitarradas", mas com nomes diferentes.
Depois de uma fase áurea nos anos 80, os guitarreiros do gênero praticamente não gravam na década seguinte. Em 98, Vieira surge com seu primeiro CD, e no mesmo período, após um intervalo nas atividades da banda Cravo Carbono, Pio Lobato seguiu com sua paixão inabalável pela Guitarrada, sendo impulsionado a dar vida ao lendário grupo "Mestres da Guitarrada". Sua notável pesquisa de conclusão de curso em Música, pela Universidade Federal do Pará (UFPA), apresentou ao país a genialidade de Mestre Vieira, Curica e Aldo Sena, três mestres imprescindíveis que influenciaram toda uma geração musical e abriram novos horizontes no cenário musical paraense. Numa audaciosa aventura, Pio aprofundou-se na história da guitarrada durante sua formação brindando o Brasil com um autêntico tesouro gestado a partir do encontro entre choro, merengue e jovem-guarda, e moldando uma perspectiva inédita para esse fascinante gênero, o que o tornou um dos principais pesquisadores dessa cativante e importante sonoridade ainda muito presente no cenário musical e cultural do Pará. Não é mera coincidência que Pio Lobato seja considerado um artista de genialidade ímpar, um dos mais reverenciados na atualidade. E finalmente em 2003 surge o disco símbolo responsável pela ascensão nacional da guitarrada: Mestres da Guitarrada. O disco foi idealizado e produzido pelo guitarrista Pio Lobato e lançado pela Funtelpa ( rádio e TV Cultura do Pará). O grupo atuou de 2003 a 2007, e solidificou o estilo nacionalmente.   
Outros importantes nomes do gênero, os chamados "guitarristas da primeira geração da lambada", atuantes entre os anos 70 e 90,  são: Mário Gonçalves (irmão de Pinduca), Solano, João Gonçalves, Oséas (que integrou o grupo Lambaly), Magalhães, André Amazonas, Barata (irmão de Manoel Cordeiro, tecladista e arranjador nos anos 80 e atualmente também um ativo guitarrista), Didi (músico de estúdio do selo Gravasom nos anos 80) e Marinho "guitarra de ouro".

## Discografia básica
- Lambada das Quebradas (1978) Mestre Vieira
- Os Populares de Igarapé-Miri - Lambadas Incrementadas (1980) grupo de Aldo Sena e João Gonçalves
- Guitarradas - Lambadas Ritmo Alucinante (1982) Carlos Marajó
- Solano e Seu Conjunto (1984) Mestre Solano
- Guitarras Que Cantam (1998) Chimbinha & Banda
- Peixe Vivo (1999) Cravo Carbono
- Mestres da Guitarrada (2004) Mestres da Guitarrada